# Famille Chabert
La famille Chabert est une famille française qui a donné une dynastie de jeunes de langues, de drogmans et de consuls. Ses membres ont servi l'Angleterre, l'Autriche, la Pologne et la France.

## Pour approfondir